# Mogliano
Mogliano – miejscowość i gmina we Włoszech, w regionie Marche, w prowincji Macerata.
Według danych na rok 2004 gminę zamieszkiwały 4832 osoby, 166,6 os./km².
Urodził tu się dyplomata papieski ks. Giovanni Battista Agnozzi.